# Valérie Rabault
Pour les articles homonymes, voir Rabault.
Valérie Rabault, née le 25 avril 1973 à L'Haÿ-les-Roses (Val-de-Marne), est une femme politique française.
Membre du Parti socialiste, elle est notamment députée de la première circonscription de Tarn-et-Garonne entre 2012 et 2024. Première femme rapporteure générale du budget à l'Assemblée nationale de 2014 à 2017, elle est présidente du groupe socialiste de 2018 à 2022, puis première vice-présidente de l'Assemblée nationale de 2022 à 2024.

## Biographie
Valérie Rabault naît le 25 avril 1973 à L'Haÿ-les-Roses, dans le Val-de-Marne, d'un père ingénieur et d'une mère fonctionnaire.

### Études
Après une classe préparatoire scientifique au lycée Louis-le-Grand à Paris, elle entre en 1994 à l'École nationale des ponts et chaussées, dont elle est diplômée en 1998 après avoir suivi un cursus d’ingénieure spécialisée en génie civil et en économie. Parallèlement, elle obtient un MBA du Collège des ingénieurs en 1998.

### Carrière professionnelle
Valérie Rabault débute comme conductrice de travaux dans le BTP.
Elle devient ensuite banquière. Inspectrice à la Société générale, elle est recrutée en 2003 par BNP Paribas Londres où elle rejoint les équipes de surveillance des risques. En 2005, elle est nommée à Paris et, à partir de 2010, devient responsable de la prospective et des risques dans la division Action et matières premières de la banque d'investissement de BNP Paribas. 
Elle quitte ce poste au cœur de la finance internationale en décembre 2011 pour une disponibilité et démissionne après son élection à l'Assemblée nationale en juin 2012.
En septembre 2009, elle est considérée comme l'une des 100 femmes les plus influentes de la finance européenne par le magazine Financial News.
Lors du conseil des ministres du 29 janvier 2025, elle est nommée conseillère maître en service extraordinaire à la Cour des comptes. Selon Le Canard enchaîné, elle a bénéficié de l'appui de Pierre Moscovici, premier président de la Cour des comptes.

## Carrière politique

### Au sein du Parti socialiste
Valérie Rabault devient membre du Parti socialiste (PS) en 2000. De 2002 à 2005, elle milite au sein de la section PS de Londres et est membre du bureau fédéral de la fédération des Français de l'étranger (FFE). De retour en France, elle crée la section de Montaigu-de-Quercy et intègre le conseil de la fédération de Tarn-et-Garonne en 2006. En 2012, lors du congrès de Toulouse, elle est élue première secrétaire fédérale du parti socialiste de Tarn-et-Garonne. En 2013 et 2014, elle est secrétaire nationale à l’organisation des universités de La Rochelle du Parti socialiste. Lors du congrès de Poitiers de 2015, elle fait partie des premiers signataires de la motion « La Fabrique » (motion D) . Elle intègre par la suite le bureau national du Parti socialiste. Elle reste première secrétaire fédérale de Tarn-et-Garonne jusqu'en avril 2017.
Elle est chargée du projet Économie et Finance dans la campagne de Vincent Peillon pour la primaire citoyenne de 2017. Elle est également membre de son comité politique de campagne.

### Députée de Tarn-et-Garonne

#### Élection en juin 2012
À l'issue du vote des militants, elle est investie par le Parti socialiste comme candidate aux élections législatives françaises de 2012 dans la première circonscription de Tarn-et-Garonne où elle est élue députée (avec Roland Garrigues comme suppléant) avec 54,09 % des suffrages exprimés contre 45,91 % à la députée sortante Brigitte Barèges (UMP),.

#### Rapporteure générale du Budget (2014-2017)
Elle est membre et élue en 2012 vice-présidente de la Commission des Finances, de l'Économie générale et du Contrôle budgétaire de l'Assemblée nationale. En avril 2014, elle refuse d'entrer dans le gouvernement Manuel Valls comme secrétaire d’État chargée du commerce. Christian Eckert étant entré au gouvernement, elle devient la première femme rapporteure générale du budget à l'Assemblée nationale, Nicole Bricq ayant été la seule femme à avoir jamais occupé une telle fonction auparavant, mais au Sénat de 2011 à 2012.
Deux mois après sa nomination comme rapporteure générale, Valérie Rabault réalise le 12 juin 2014 une « saisie sur pièce et sur place » au ministère des Finances, dans le cadre des pouvoirs qui lui sont octroyés par l’article 57 de la LOLF. Elle refuse d'entrer plusieurs fois aux gouvernements Valls par manque d'autonomie dans ces fonctions.
Dans le cadre du projet de loi de finances rectificatif de 2015, Valérie Rabault dépose avec Yann Galut, Pascal Cherki et Dominique Potier, l'amendement 340 dans le but d'accentuer la lutte contre l'évasion fiscale. Adopté en première lecture le 4 décembre, l'amendement est finalement rejeté en deuxième lecture le 15 décembre 2015.
En décembre 2016, à l'occasion du débat parlementaire sur la loi de finance rectificative pour 2016, elle est la 1re rapporteure générale du budget à utiliser la procédure de « seconde délibération » (possibilité de demander un 2e vote sur un article déjà voté) jusque-là considérée dans l’usage comme prérogative du seul Gouvernement.
Après les élections municipales de 2014, elle siège au conseil municipal de Montauban ainsi qu'à la communauté d'agglomération du Grand Montauban.

#### Réélection législative en juin 2017
Elle est réélue députée du Tarn-et-Garonne lors des élections législatives de 2017 avec 55,02 % des suffrages exprimés contre 44,98 % à Pierre Mardegan, candidat de La République en marche.
Le 8 juillet 2017, elle intègre la direction collégiale du PS.

#### Présidente du groupe socialiste à l'Assemblée nationale (2018-2022)

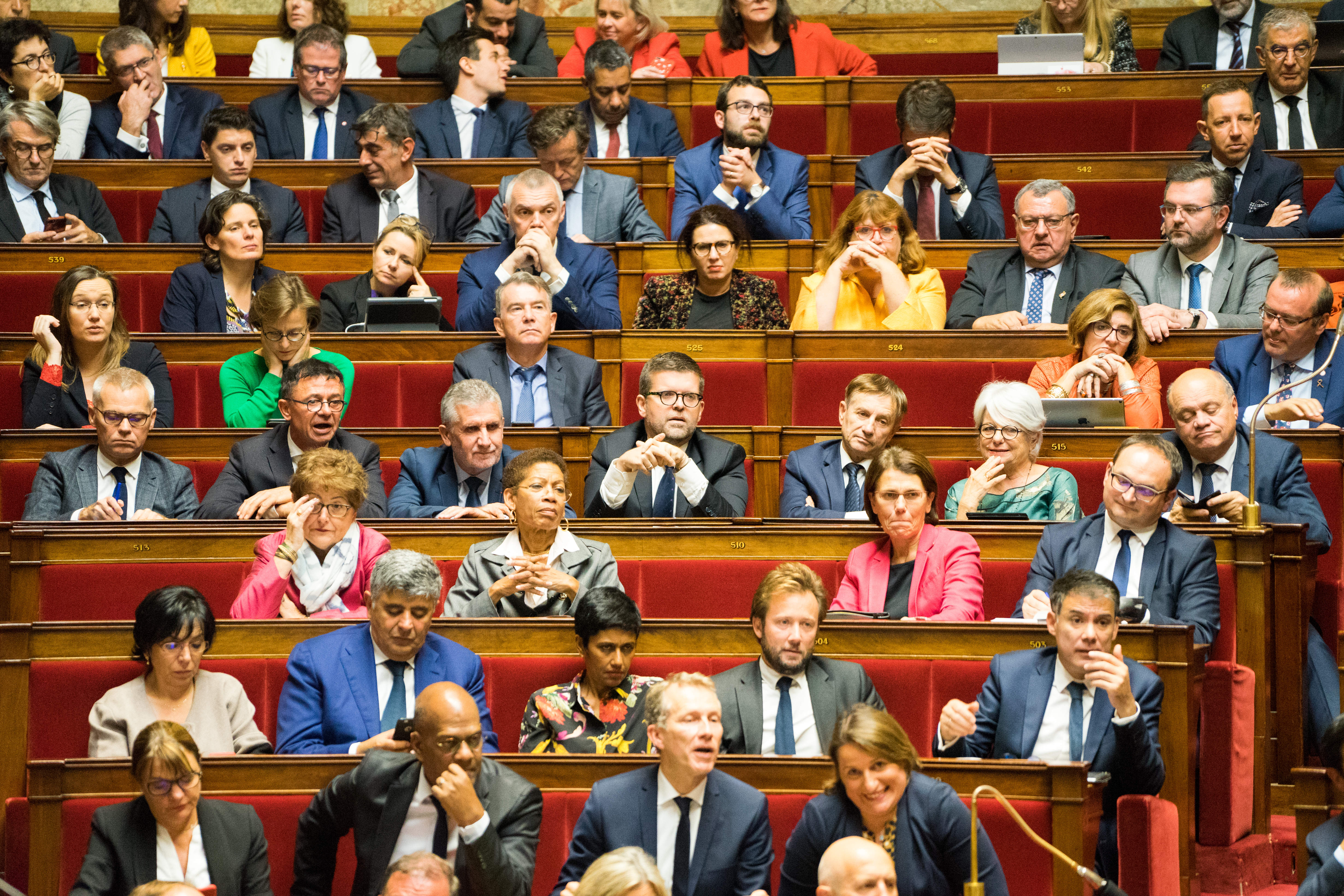
Valérie Rabault en 2018 en séance dans l'hémicycle de l'Assemblée nationale à droite du 1er rang.

Elle soutient la candidature d'Olivier Faure au poste de premier secrétaire du Parti socialiste avant le 78e congrès du parti qui a lieu du 7 au 8 avril 2018 à Aubervilliers. Après son élection puis son investiture à la tête du parti, elle est élue le 11 avril 2018 à sa succession à la tête du groupe Nouvelle gauche recueillant 21 voix contre 7 à Guillaume Garot.
Sous son impulsion, le groupe parlementaire est rebaptisé « Socialistes et apparentés » le 10 septembre 2018. Opposée à la suppression de l'impôt de solidarité sur la fortune (ISF) et à son remplacement par l'impôt sur la fortune immobilière (IFI), elle tente sans succès de mettre en place un référendum d'initiative partagée pour rétablir l'ISF. Cette tentative initiée début 2019 par le PS de recourir au référendum d'initiative partagée n'aboutit pas faute de réunir les 185 soutiens de parlementaires.
À l'initiative de Valérie Rabault et du sénateur socialiste Patrick Kanner, une autre procédure du référendum d'initiative partagée (RIP) est officiellement lancée le 10 avril 2019, quand 248 parlementaires de l'opposition, un projet de rassemblement transpartisan entre parlementaires de gauche et de droite, à l'exclusion de l'extrême-droite, déposent une proposition de loi (« visant à affirmer le caractère de service public national de l’exploitation des aérodromes de Paris ») afin que le groupe ADP (anciennement Aéroports de Paris) soit considéré comme un service public. C'est la première fois qu'une telle procédure aboutit. La proposition a lieu alors que la privatisation du groupe est envisagée par le projet de loi relative à la croissance et la transformation des entreprises,,,. La proposition de RIP échoue cependant, recueillant 1,09 million de signatures au 12 mars 2020 sur les 4,71 millions nécessaires.
Elle est candidate en 11e position sur une liste à Piquecos (Tarn-et-Garonne) pour les élections municipales de 2020. Elle est élue conseillère municipale de Piquecos le 15 mars 2020, au premier tour des élections.
Elle est candidate victorieuse aux élections départementales de 2021 dans le canton d'Aveyron-Lère du Tarn-et-Garonne.
En vue de l'élection présidentielle de 2022, elle soutient d'abord Bernard Cazeneuve, puis Anne Hidalgo. Elle s'oppose ensuite à tout accord électoral entre le Parti socialiste et La France insoumise pour les élections législatives.
En mai 2022, BFM TV révèle qu'Emmanuel Macron lui a proposé le poste de Première ministre après la réélection de celui-ci. Elle confirme cette information et dit avoir refusé, se disant « fidèle à ses convictions » et refusant de porter le projet de réforme des retraites, qu'elle qualifie de « marqueur de droite inutile ».

#### Vice-présidente de l'Assemblée nationale
Lors des élections législatives de 2022, elle est réélue dans la 1re circonscription du Tarn-et-Garonne avec le soutien de la NUPES, avec 58,29 % des suffrages exprimés face au candidat RN. Pressentie pour présider la commission des finances, elle ne se représente pas à la présidence du groupe Socialistes et apparentés, mais le premier secrétaire du Parti socialiste, Olivier Faure, lui préfère un autre candidat, probablement en raison de l'opposition de Valérie Rabault à l'accord de la NUPES entre le Parti socialiste et La France insoumise.
Elle est élue première vice-présidente de l'Assemblée nationale.

#### Élections législatives de 2024
Durant les élections législatives de 2024, Valérie Rabault appelle à un « rassemblement à gauche » autour de la ligne de Raphaël Glucksmann, tête de liste du PS aux élections européennes de 2024. Elle s'était opposée à la NUPES deux ans plus tôt.
Ex-rapporteure du Budget à l'Assemblée nationale, elle a chiffré le programme du Nouveau Front populaire à 106 milliards d'euros sur 2024-2027 et elle a appelé à « parler » aux marchés financiers de ce programme économique mais aussi aux autres acteurs économiques pour les rassurer. Elle est battue au second tour avec 48,75 % des voix par la candidate Les Républicains Brigitte Barèges, soutenue par le RN, qui totalise 51,25 % des voix. A la suite de l'annulation de l'élection de Brigitte Barèges par le Conseil constitutionnel en date du 11 juillet 2025 (Décision n° 2025-6549 AN) sanctionnée pour irrégularité de son compte de campagne et conséquemment d'une législative partielle en octobre 2025, Valérie Rabault annonce qu'elle ne se représentera pas à cette élection. 

## Détail des mandats et fonctions

### Au sein du Parti socialiste
- 2002 – 2005 :  membre du bureau fédéral de la fédération des Français de l'étranger ;
- Octobre 2012 – avril 2017 : première secrétaire de la fédération du Tarn-et-Garonne ;
- Juillet 2017 – avril 2018 : membre de la direction collégiale du PS.

### Au niveau local
- de 2014 à 2020 : conseillère municipale de Montauban et conseillère communautaire du Grand Montauban.
- depuis 2020 : conseillère municipale de Piquecos (Tarn-et-Garonne).
- depuis 2021 : conseillère départementale de Tarn-et-Garonne (canton Aveyron-Lère), présidente de la commission des finances.

### À l'Assemblée nationale
- 20 juin 2012 - 9 juin 2024 : députée de la première circonscription de Tarn-et-Garonne ;
  - depuis 2012 : membre de la commission des Finances, de l'Économie générale et du Contrôle budgétaire ;
  - 2014 – 2017 : rapporteure générale du budget ;
  - 2017 – 2022 : secrétaire de la commission des Finances, de l'Économie générale et du Contrôle budgétaire ;
  - 2018 – 2022 : présidente du groupe Socialiste ;
  - 2022 - 2024 : première vice-présidente de l'Assemblée nationale.

## Synthèse des résultats électoraux

### Élections législatives
| Année | Parti  | Parti | Circonscription        | 1er tour | 1er tour | 1er tour | 2d tour | 2d tour | 2d tour | Issue |
| Année | Parti  | Parti | Circonscription        | Voix     | %        | Rang     | Voix    | %       | Rang    | Issue |
| ----- | ------ | ----- | ---------------------- | -------- | -------- | -------- | ------- | ------- | ------- | ----- |
| 2012  |        | PS    | 1re de Tarn-et-Garonne | 20 657   | 38,20    | 1re      | 29 270  | 54,09   | 1re     | Élue  |
| 2017  | 8 891  | PS    | 1re de Tarn-et-Garonne | 18,75    | 2e       | 20 146   | 55,28   | 1re     | Élue    |       |
| 2022  | 15 763 | PS    | 1re de Tarn-et-Garonne | 33,33    | 1re      | 25 327   | 58,29   | 1re     | Élue    |       |
| 2024  | 23 271 | PS    | 1re de Tarn-et-Garonne | 36,81    | 2e       | 30 813   | 48,75   | 2e      | Battue  |       |

## Ouvrages
- Les Trente Glorieuses sont devant nous, coécrit avec Karine Berger, éditions Rue Fromentin, 2011, (ISBN 978-2919547036).
- La France contre-attaque. Ces entreprises qui inventent le millénaire, coécrit avec Karine Berger, éditions Odile Jacob, 2013, (ISBN 978-2738128560).
- Karine Berger, Yann Galut, Valérie Rabault et Alexis Bachelay, Contre la mort de la gauche, éd. Cohérence socialiste, 2014, 140 p.